# Pařížská městská rada
Pařížská městská rada (francouzsky conseil municipal de Paris) byl správní orgán města Paříže, který existoval od 20. dubna 1834 do 31. prosince 1967, když byla Paříž obcí v departementu Seine. Tato rada byla nahrazena od 1. ledna 1968 pařížskou radou (conseil de Paris), která kombinuje funkce městské rady a departementální rady.

## Správní vývoj
První skutečná pařížská městská rada byla vytvořena zákonem z 20. dubna 1834 oddělujícím Městskou radu města Paříže od Generální rady departementu Seine. Členy tohoto nového shromáždění se stalo třicet šest generálních radních Seine zvolených ve dvanácti obvodech.
Pravomoc městské rady byla dosti omezená, protože prefekt departementu Seine a policejní prefekt zastávali většinu pravomocí starosty. Předsedu a místopředsedu městského zastupitelstva navíc každoročně jmenoval král z řad členů zastupitelstva. To se scházelo pouze tehdy, bylo-li svoláno prefektem a jednalo o otázkách předložených prefekturou.
Během francouzské revoluce v roce 1848, která proběhla v Paříži ve dnech 22.-25. února, byla nakrátko obnovena funkce starosty Paříže. Po povstaleckých dnech v červnu 1848 se však vedení města ujal stát a jeho dva prefekti. Dne 8. července 1848 byla jmenována provizorní městská a resortní komise pro departement Seine i město Paříž o 36 členech, přičemž byl opět zrušen úřad starosty. Prozatímní komise byla nahrazena dvěma komisemi výnosem ze dne 8. září 1848. Jednalo se o departementální komisi Seine o 44 členech a městskou komisi složenou z 36 členů departementální komise jmenované pro Paříž.
Ze strachu z revoluční Paříže vláda zavedla v hlavním městě zvláštní správní režim, který se vyhýbal všeobecným volbám, které v jiných francouzských obcích umožnil výnos ze 3. července 1848. Napoleon III. prodloužil tuto správu kvůli pokusu povstání během jeho státního převratu 2. prosince 1851. Zákon z 5. května 1855 přesto obnovil pojem pařížská městská rada. Tehdejší prefekt departementu Seine, baron Haussman, se postavil proti volbě městské rady v Paříži, protože se domníval, že stát by měl spravovat město přímo, a že rada by měla jen vypomáhat prefektuře. Městské zastupitelstvo, složené z významných osobností, se scházelo jednou týdně na zasedání trvající méně než dvě hodiny. S rozšířením Paříže v roce 1860 a připojením okrajových obcí počet jmenovaných radních vzrostl z 36 na 60.
Proti tomuto státnímu dohledu podali republikáni Jules Ferry, Léon Gambetta a Étienne Arago v únoru 1870 návrh zákona o městské organizaci v Paříži, který umožňoval pařížské městské radě mít pravomoci rovnocenné ostatním městským radám. Po tomto návrhu vláda vytvořila komisi, aby vypracovala projekt reorganizace, který byl navržen v dubnu 1870 s volbou městského zastupitelstva ve všeobecných volbách. Tento projekt však selhal s pádem Druhého císařství.
Po vyhlášení třetí republiky byl dne 4. září 1870 opět obnoven úřad starosty. Přesto povstání Pařížské komuny způsobilo útěk starosty Paříže Julese Ferryho a proběhly nové komunální volby.
Během obléhání Paříže převzal ústřední výbor Národní gardy kontrolu nad městem Paříž a zorganizoval nové komunální volby. Během těchto voleb 26. března 1871 mělo být obsazeno 92 radních míst. Revolucionáři získali většinu a vyhlásili Pařížskou komunu. Ta byla o dva měsíce později krvavě potlačena.
Dne 30. července 1871 se konaly nové komunální volby. Podle zákona ze 14. dubna byli obecní radní v Paříži voleni jako v jiných francouzských obcích. Byli rovněž ex officio členy generální rady departementu Seine. Zastupitelstvo mělo 80 členů, tedy čtyři zastupitele za obvod (jeden na administrativní čtvrť). Stát nadále přímo spravoval město Paříž prostřednictvím prefekta Seine a policejního prefekta.
Radní v Paříži byli voleni na tříleté období, na rozdíl od zbývající Francie, kde bylo čtyřleté období. Jednalo se o dvoukolový volební systém. Komunální volby se tak konaly postupně v letech 1874, 1878, 1881, 1884, 1887, 1890, 1893 a 1896. U příležitosti hlasování v roce 1896 se komunální volby v Paříži, které se konaly každé tři roky, opět shodovaly s celostátními komunálními volbami. Od té doby se v Paříži stejně jako ve zbytku země konaly komunální volby každé čtyři roky, tj. v letech 1900, 1904, 1908 a 1912.
Metodu jmenování pařížských radních přijalo monarchisty ovládané Národní shromáždění, aby se zabránilo novým povstáním. Místo starosty byl ustanoven předseda rady, který byl ustanoven na každém zasedání. Toto uspořádání však zpočátku vedlo ke střetu mezi republikány a monarchisty v letech 1871-1881. Radikálním republikánům se během tohoto desetiletí postupně podařilo prosadit se jako hegemonní síla.
Když začala ve Francii první světová válka 4. srpna 1914, komunální volby byly pozastaveny. Tehdejší předseda městské rady Adrien Mithouard zůstal ve funkci a zemřel několik měsíců před dalšími volbami, které se konaly až po válce 30. listopadu 1919.
Podle nového volebního zákona byli radní v roce 1919 voleni na období šesti let. Následující volby se konaly v letech 1925, 1929 a 1935.
Zákon z 10. dubna 1935 zvýšil počet obecních zastupitelů na 90 rozdělením nejlidnatějších okrajových obvodů.
Po podpisu německo-sovětského paktu v roce 1939 byli z městské rady vyloučeni komunisté. Po německé invazi v roce 1940 byla zasedání pařížské městské rady oficiálně přerušena zákonem z 26. prosince 1940. Zákon ze 16. října 1941 obnovil 90člennou obecní radu, z nichž někteří původní členové měli prodloužený mandát, jiní byli jmenovaní ministrem vnitra. V obecním zastupitelstvu pak poprvé usedly dvě ženy.
Po pařížském povstání v srpnu 1944 převzal funkce pařížské městské rady a generální rady Seine Pařížský výbor pro osvobození (Comité Parisien de Libération).
Výnosem ze dne 12. března 1945 bylo jmenováno 85 radních do prozatímního zastupitelstva města Paříže.
Od roku 1945 byl opuštěn starý dvoukolový volební systém dle správních obvodů. Místo toho bylo 90 městských radních voleno ve vícečlenném poměrném hlasování v šesti okrscích.
Dne 29. dubna 1945 se konaly nové komunální volby. Výsledkem bylo vítězství levice. Z 88 zvolených bylo 27 komunistů, 12 socialistů, 5 radikálů, 14 republikánů, 8 „odbojářů“ a 22 umírněných (pravice). Předsedou městské rady byl zvolen socialista André Le Troquer.
V roce 1947 poměrný volební systém zůstal, ale proběhlo nové rozdělení volebních okrsků, kterých bylo nyní devět.
V komunálních volbách v roce 1947 získala RPF 52 volených členů, absolutní většinu. Komunistická skupina měla 25 radních. Socialistická skupina měla 8 volených členů. Republikánů bylo pouze 5 zvolených členů. Předsedou městské rady byl zvolen Pierre de Gaulle (RPF).
Ve volbách v roce 1953 se ve všech sektorech utkalo osm stran a bylo zvoleno 28 komunistů, 26 nezávislých, 9 socialistů, 10 RPF, 6 republikánů, 11 RGR. Předsedou městské rady byl zvolen Edouard Frédéric-Dupont (nezávislý).
Ve volbách v roce 1959 bylo zvoleno 29 komunistů, 1 za Union des forces démocratiques, 9 socialistů, 3 republikáni, 4 středoví republikáni, 23 za Union pour la nouvelle République, 19 za Centre national des indépendants et paysans a dva za Divers droite. Předsedou městské rady byl zvolen Pierre Devraigne.
Ve volbách v roce 1965 došlo ke změně volebního systému. Volby byly opět většinovým hlasováním v rámci dvoukolového vícečlenného systému. Město Paříž bylo rozděleno do 14 volebních okrsků.
Bylo zvoleno 25 komunistů, 2 za Parti socialiste unifié, 2 radikálové, 9 socialistů, 13 centristů, 27 republikánů a 12 spojenců gaullistů. Albert Chavanac byl zvolen za předsedu rady hlasy gaullistů a centristů.
Po sloučení městské rady a generální rady do jediného shromáždění, Pařížské rady, ukončila pařížská městská rada svou činnost dnem 31. prosince 1967.

## Předseda městské rady
Role předsedy byla omezena na předsednictví v radě a jejím zastupování na oficiálních ceremoniích. Tím plnila všechny čestné funkce starosty. Původně byli předseda a jeho zástupci jmenováni králem. Za Druhého císařství volilo předsedu 36 členů městské rady. Po reformě z roku 1871 byl na každém zasedání rady ad hoc zvolen nový předseda se dvěma místopředsedy. Kancelář rady společně tvořili předseda a dva místopředsedové a také čtyři tajemníci a správce. Od roku 1890 byl předseda volen na dobu jednoho roku. Hlasování probíhalo zpravidla v květnu v závislosti na termínu komunálních voleb, které tomuto hlasování předcházely.
Několik předsedů pařížské městské rady se stalo ministry: Pierre-Christian Taittinger, Jacques Dominati, Charles Hérisson a André Le Troquer. Dva se stali předsedy vlády: Charles Floquet a Georges Clemenceau.